# Pacto Molotov-Ribbentrop
O Pacto Molotov–Ribbentrop, também conhecido como Pacto Nazi–Soviético, Pacto de Não Agressão Germano–Soviético, Pacto de Não Agressão Germano Nazi-Soviético e ainda como Pacto Comunazi (oficialmente: Tratado de Não Agressão entre a Alemanha e a União das Repúblicas Socialistas Soviéticas), foi um pacto de neutralidade entre a Alemanha Nazista e a União Soviética assinado em Moscou, em 23 de agosto de 1939, pelos ministros dos Negócios Estrangeiros Joachim von Ribbentrop e Viatcheslav Molotov, respectivamente. A este pacto seguiu-se o Acordo Comercial Germano-Soviético em fevereiro de 1940.
O pacto estabelecia esferas de influência entre as duas potências, confirmadas pelo protocolo suplementar do Tratado da Fronteira Germano–Soviético alterado depois da invasão conjunta da Polônia. O pacto manteve-se em vigor durante dois anos, até o dia do ataque da Alemanha às posições soviéticas na Polónia Oriental durante a Operação Barbarossa, em 22 de junho de 1941.
As cláusulas do pacto entre os nazistas e os soviéticos incluíam uma garantia escrita de não beligerância de parte a parte, nenhum dos governos se aliaria a, ou ajudaria, um inimigo da outra parte. Para além do estabelecido sobre não agressão, o tratado incluía um protocolo secreto que dividia os territórios da Polônia, Lituânia, Letônia, Estônia, Finlândia e Romênia, em esferas de influência alemãs e soviéticas, antecipando uma "reorganização territorial e política" destes países. Em 1 de Setembro de 1939, ocorreu a Invasão da Polônia. O líder soviético, Josef Stalin, deu ordem para a invasão da Polônia a 17 de Setembro, um dia após o cessar-fogo em Khalkhin Gol. Em novembro, partes das regiões da Carélia e Salla na Finlândia foram anexadas pela União Soviética depois da  Guerra de Inverno. Seguidamente, os soviéticos anexaram a Estónia, a Letónia, a Lituânia e partes da Roménia (Bessarábia, o Norte de Bucovina e a região de Herța). A preocupação anunciada sobre os ucranianos étnicos e bielorrussos foi apresentada como justificativa para a invasão soviética da Polónia. A invasão de Bucovina por Stalin em 1940, violou o pacto pois ia além da esfera de influências acordada com o Eixo.
Os territórios polacos anexados pela União Soviética depois da invasão nazi-soviética da Polónia mantiveram-se na URSS no final da Segunda Guerra Mundial. A nova fronteira foi estabelecida ao longo da Linha Curzon. Apenas a região em redor de Białystok e uma pequena parte da Galícia a este do rio San junto a Przemyśl, foram devolvidas ao estado polaco a partir dessa linha. De todos os outros territórios anexados pela URSS em 1939–40, aqueles separados da Finlândia (Carélia, Pechengsky ), Estónia (área de Íngria e condado de Petseri) e Letónia (Abrene) permaneceram na Rússia, o estado sucessor da URSS depois da dissolução da União Soviética em 1991. O Norte de Bucovina, o Sul da Bessarábia e Herta mantiveram-se na Ucrânia.[carece de fontes?]
A existência de um protocolo em segredo foi negada pelo governo soviético até 1989, quando foi finalmente reconhecido e denunciado. Vladimir Putin, embora condene o pacto e o caracterize como "imoral", também defende que o pacto era um mal necessário.

## Antecedentes
O resultado da Primeira Guerra Mundial foi desastroso tanto para o Reich Alemão como para a Rússia. Durante a guerra, os bolcheviques lutaram pela sobrevivência, e Vladimir Lenin reconheceu a independência da Finlândia, da Estônia, da Letônia, da Lituânia e da Polônia. Além disso, diante de um avanço militar alemão, Lenin e Trotsky foram forçados a fazer parte do Tratado de Brest-Litovski, que cedeu muitos territórios russos ocidentais ao Império Alemão. Após o colapso da Alemanha, um exército multinacional aliado interveio na Guerra Civil Russa (1917–22).
Em 16 de abril de 1922, a Alemanha e a União Soviética fizeram o Tratado de Rapallo, nos termos do qual ambos renunciaram a reclamar territórios e a créditos financeiros entre eles. Cada lado ainda se comprometeu a ter uma posição de neutralidade em caso de um ataque contra o outro no Tratado de Berlim de 1926. Embora o comércio entre os dois países tenha caído drasticamente após a Primeira Guerra Mundial, a assinatura de acordos de comércio em meados da década de 1920 ajudaram a aumentar o comércio para 433 milhões de Reichsmarks por ano por volta de 1927.
No início da década de 1930, a ascensão ao poder do Partido Nazi aumentou as tensões entre a Alemanha e a União Soviética e a outros países com cidadãos de etnia eslava, que eram considerados "Untermenschen" (inferiores; sub-humanos) de acordo com a ideologia racial nazi. Além disso, os nazis antissemitas associavam os judeus ao comunismo e ao capitalismo financeiro, aos quais eles se opunham. As teorias nazis consideravam que os eslavos na União Soviética estavam a ser governados por "mestres judeus bolcheviques". Em 1934, o próprio Adolf Hitler referiu uma inevitável batalha contra o pan-eslavismo e neo-eslavismo, a vitória que poderia levar a um "domínio do mundo" permanente, embora tenha afirmado que "fariam o caminho a pé com os russos, se eles nos ajudassem." A manifestação resultante do anti-bolchevismo alemão e um aumento da dívida externa soviética, causou um declínio drástico nas relações comerciais germano–soviéticas. As Importações de bens soviéticos para a Alemanha caiu para 223 milhões de Reichsmarks em 1934 à medida que o regime isolacionista estalinista afirmava o seu poder, e que o abandono das imposições militares do Tratado de Versalhes diminuía a dependência da Alemanha das importações soviéticas.
Em 1936, a Alemanha e a Itália Fascista apoiaram os nacionalistas espanhóis na Guerra Civil Espanhola, enquanto os soviéticos apoiaram a parcialmente socialista Segunda República espanhola. Assim, a guerra civil espanhola tornou-se uma guerra por procuração entre a Alemanha e a URSS. Em 1936, a Alemanha e o Japão assinaram o Pacto Anti-Comintern Pacto, sendo acompanhados, um ano mais tarde, pela Itália.[carece de fontes?]

### Acordo de Munique
A violenta retórica antissoviética de Hitler foi uma das razões que levaram a Grã-Bretanha e a França a decidir que a participação soviética na Conferência de Munique em 1938 acerca da Checoslováquia, seria perigosa e inútil. O Acordo de Munique que se seguiu marcou uma anexação parcial alemã da Checoslováquia no final de 1938, seguida pela sua dissolução completa em março de 1939, a qual fazia parte do apaziguamento da Alemanha realizado pelos gabinetes de Chamberlain e Daladier. Esta política levantou de imediato a questão de se saber se a União Soviética poderia evitar estar do lado de Hitler. A liderança soviética acreditava que o Ocidente queria incentivar a agressão alemã no Leste e que a França e a Grã-Bretanha podiam permanecer neutra numa guerra iniciada pela Alemanha, na esperança de que os estados beligerantes ficassem exaustos e colocassem um fim tanto à União Soviética como à Alemanha Nazi.
Para a Alemanha, devido ao facto de uma abordagem económica autárquica ou de uma aliança com a Grã-Bretanha serem impossíveis, o estreitamento das relações com a União Soviética para a obtenção de matérias-primas tornou-se necessário, nem que fosse apenas por razões económicas. Além disso, o bloqueio esperado por parte dos britânicos em caso de guerra criaria enorme escassez de matérias-primas essenciais à Alemanha. Depois do acordo de Munique, o aumento resultante de recursos para o exército alemão, e as necessidades de suprimentos para os equipamentos militares soviéticos, levaram a negociações entre os dois países entre o final de 1938 e março de 1939. O terceiro Plano de Cinco Anos soviético exigia novas tecnologias e equipamentos industriais. Os estrategias de guerra alemães estimaram graves faltas de matérias-primas se a Alemanha entrasse em guerra sem fornecimentos soviéticos.
Em 31 de março de 1939, em resposta ao desafio da Alemanha Nazi com o Acordo de Munique e a ocupação da Checoslováquia, a Grã-Bretanha comprometeu-se em apoiar, tal como a França, a independência da Polónia, Bélgica, Roménia, Grécia e Turquia. A 6 de abril, a Polônia e a Grã-Bretanha concordaram em formalizar a garantia na forma de uma aliança militar. A 28 de abril, Hitler denunciou o Pacto de Não agressão germano-polaco de 1934, e o Acordo Naval anglo-alemão de 1935.
Com início em meados de março de 1939, numa tentativa de travar o expansionismo de Hitler, a União Soviética, a Grã-Bretanha e a França trocaram uma série de sugestões para elaborar um potencial acordo militar e político. Embora as consultas informais tenham começado em abril, as negociações principais tiveram início apenas em maio. Ao mesmo tempo, ao longo de todo o ano de 1939, a Alemanha tinha contatado secretamente os diplomatas soviéticos sugerindo que podia oferecer melhores condições para um acordo político do que a Grã-Bretanha e a França.
A União Soviética, que temia as potências Ocidentais e a possibilidade de um "cerco capitalista", pouco acreditava que a guerra poderia ser evitada, ou descrença no Exército Polaco, e queria nada menos do que uma aliança blindada com a França e a Grã-Bretanha a qual garantiria um apoio um ataque em duas frentes à Alemanha; assim, a adesão de Estaline à linha de segurança coletiva era puramente condicional. A Grã-Bretanha e a França acreditavam que a guerra ainda podia ser evitada, e que a União Soviética, enfraquecida pelo Grande Expurgo, não seria um participante militar principal, um facto em que muitas fontes militares discordavam, dadas as vitórias soviéticas sobre o Exército de Guangdong japonês na fronteira com a  Manchúria. A França estava mais ansiosa para chegar a acordo com a URSS que os britânicos; como potência continental, encontrava-se mais aberta a fazer concessões e mais receosa com os perigos de um acordo entre a URSS e a Alemanha. Estas posições contrastantes explicavam parcialmente o porquê de a URSS ter realizado um jogo-duplo em 1939: levar a cabo negociações às claras para uma aliança com os Britânicos e os Francesas, enquanto, secretamente, considerar um acordo com a Alemanha.
No final de maio, foram apresentadas as propostas finais. Em meados de junho, as negociações tripartidas tiveram início. A discussão estava focada nas potenciais garantias dadas aos países da Europa central e de leste caso se surgisse uma agressão por parte da Alemanha. A URSS propôs que se considerasse que uma viragem política em direção à Alemanha pelos Estados Bálticos constituiria uma "agressão indireta" à União Soviética. Os britânicos opuseram-se a esta proposta, pois temiam que o texto proposto pelos soviéticos pudesse justificar uma intervenção soviética na Finlândia e nos Estados Bálticos, ou forçasse estes países a procurar um relacionamento de maior proximidade com a Alemanha. A discussão sobre a definição de "agressão indireta" tornou-se um dos pontos de desentendimento entre as partes e, em meados de julho, as negociações políticas tripartidas estagnaram, enquanto as partes concordaram em dar início a negociações sobre um acordo militar, o qual os soviéticos insistiam em que devia ser negociado em simultâneo com qualquer acordo político. Um dias antes das negociações militares começaram, o politburo do CPSU, na expectativa pessimista de que as negociações que estavam para vir não iam dar a lado algum, decidiram formalmente considerar as propostas alemãs. As negociações sobre os temas militares começaram no dia 12 de agosto em Moscovo com a delegação britânica chefiada por Sir Reginald Drax, um almirante da reforma, a delegação francesa liderada pelo general Aimé Doumenc, e a soviética tendo à frente Kliment Voroshilov, comissário da Defesa e Boris Shaposhnikov, chefe do estado-maior. Sem as devidas credenciais, Drax não estava autorizado a garantir fosse o que fosse à União Soviética, e recebeu orientações do governo britânico para prolongar as discussões o maior tempo possível e evitar responder à questão se a Polónia concordaria em permitir que as tropas soviéticas entrassem no país se a Alemanha invadisse. Como as negociações fracassaram, outra oportunidade para evitar a agressão alemã ficou por terra.

### O tratado e suas consequências
Foi assinado em Moscou na madrugada de 24 de agosto de 1939 (mas datada de 23 de agosto) pelo então ministro do exterior soviético Viatcheslav Molotov e pelo então ministro do exterior da Alemanha Joachim von Ribbentrop. Em linhas gerais estabelecia que ambas as nações se comprometiam a manter-se afastadas uma da outra em termos bélicos. Nenhuma nação favoreceria os inimigos da outra, nem tampouco invadiriam os seus respectivos territórios, além do que, a União Soviética não reagiria a uma agressão alemã à Polônia, e que, em contrapartida, a Alemanha apoiaria uma invasão soviética à Finlândia, entre outras concessões. De fato à invasão nazista seguiu-se a Invasão Soviética da Polónia e também da Finlândia ainda em 1939.[carece de fontes?]

Em dois protocolos secretos, os dois governos organizaram a partilha dos territórios da Europa de Leste em zonas de influência, decidindo que a Polónia deveria deixar de existir (passando o seu território para a Alemanha e para a URSS), que a Lituânia ficaria sob alçada alemã (meses mais tarde a Alemanha trocou a Lituânia por outra zonas de influência, ficando a Lituânia sob alçada soviética), que a Estônia e a Letônia passariam para a URSS bem como grande parte da Finlândia e vastas zonas da Romênia e da Bulgária.[carece de fontes?]

À esquerda as fronteiras conforme o Pacto Molotov-Ribbentrop. À direita, as fronteiras reais em 1939.

O pacto estabelecia também fortes relações comerciais, vitais para os dois países, nomeadamente petróleo soviético da zona do Cáucaso e trigo da Ucrânia, recebendo em contrapartida ajuda, equipamento militar alemão e ouro.[carece de fontes?]
Este novo facto nas relações internacionais alarmou a comunidade das nações, não só porque os nazistas eram supostos inimigos dos comunistas, mas também porque, secretamente, objetivava a divisão dos estados da Finlândia, Estônia, Letônia, Lituânia, Polônia e Romênia segundo as esferas de interesses de ambas as partes. O pacto era absolutamente vital para ambos os países: para os alemães assegurava que se poderiam concentrar apenas na sua frente ocidental para além de terem assegurado combustíveis que de outro modo impossibilitariam tais operações. Do lado soviético, a paz e a ajuda militar eram fundamentais, tanto mais que as forças militares não estavam preparadas para qualquer grande combate, como se comprovou na mal sucedida aventura finlandesa de novembro de 1939 (Guerra de Inverno).[carece de fontes?]
O pacto durou até 22 de junho de 1941, quando a Alemanha, sem prévio aviso, iniciou a invasão do território soviético pela Operação Barbarossa.[carece de fontes?]

## Galeria

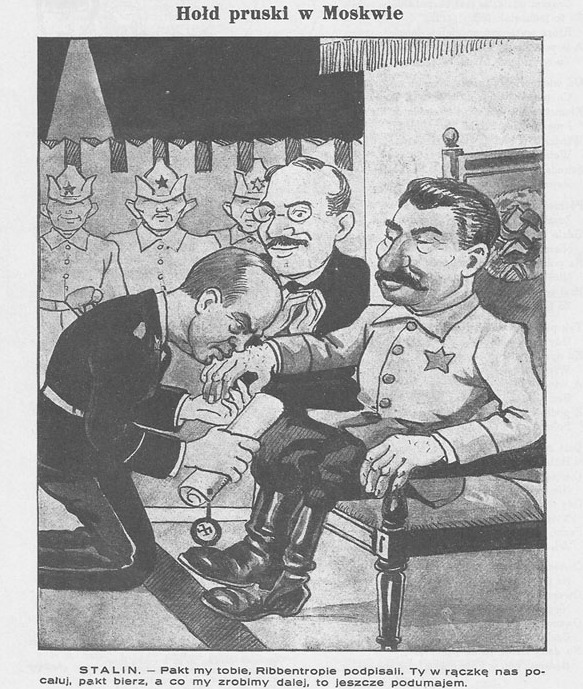
Caricatura no jornal semanal "Mucha", de Varsóvia, em 8 de setembro de 1939, já com a invasão Nazi em andamento. Ribbentrop faz reverência a Stalin.
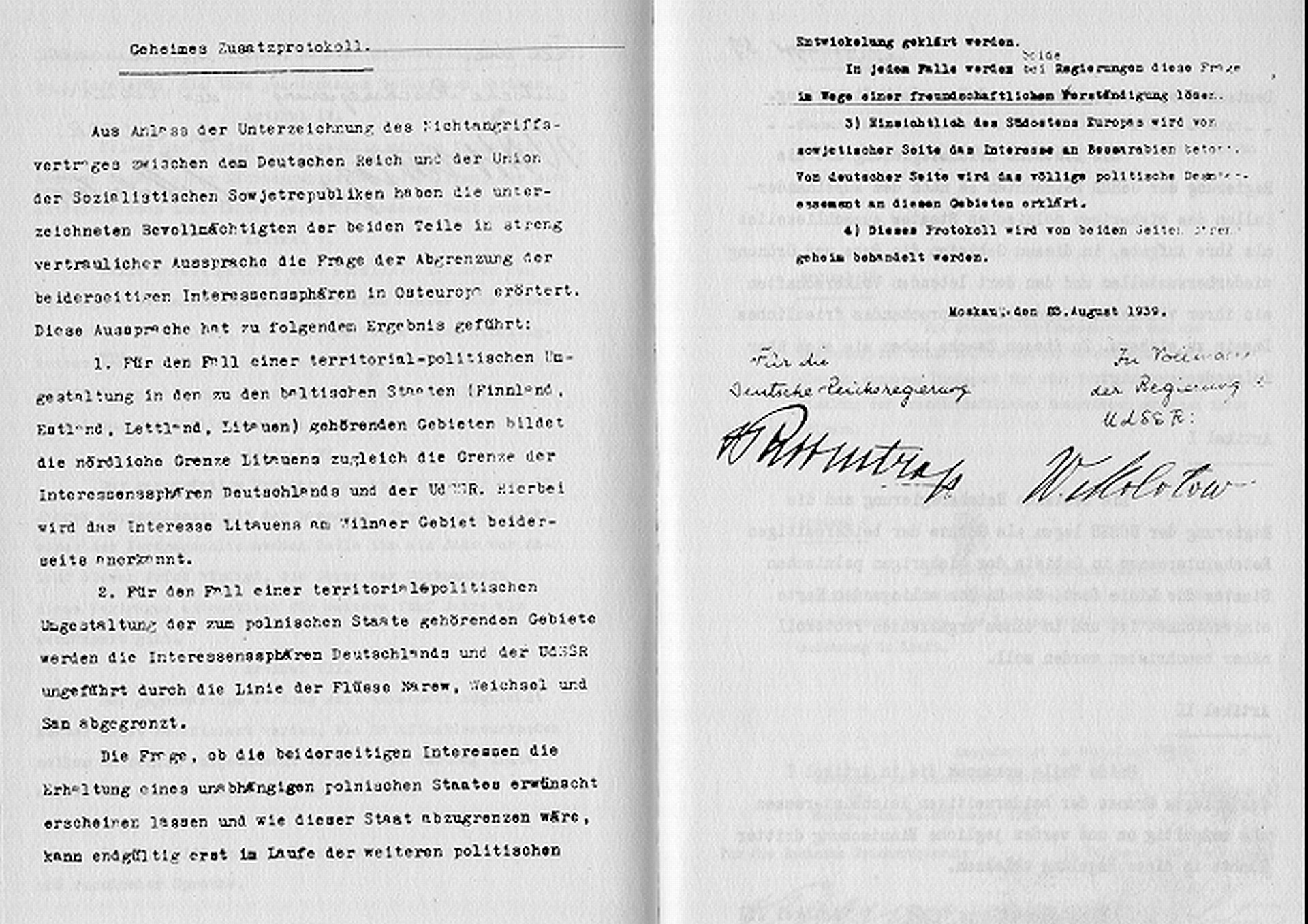
Texto do protocolo secreto (em alemão).